# Parsęcko (gromada)
Parsęcko – dawna gromada, czyli najmniejsza jednostka podziału terytorialnego Polskiej Rzeczypospolitej Ludowej w latach 1954–1972.
Gromady, z gromadzkimi radami narodowymi (GRN) jako organami władzy najniższego stopnia na wsi, funkcjonowały od reformy reorganizującej administrację wiejską przeprowadzonej jesienią 1954 do momentu ich zniesienia z dniem 1 stycznia 1973, tym samym wypierając organizację gminną w latach 1954–1972.
Gromadę Parsęcko z siedzibą GRN w Parsęcku utworzono – jako jedną z 8759 gromad na obszarze Polski – w powiecie szczecineckim w woj. koszalińskim na mocy uchwały nr 43/54 WRN w Koszalinie z dnia 5 października 1954. W skład jednostki weszły obszary dotychczasowych gromad Parsęcko, Dalęcino i Trzesieka ze zniesionej gminy Szczecinek, obszar dotychczasowej gromady Radacz ze zniesionej gminy Barwice oraz miejscowość Brzostowo wyłączona z miasta Szczecinka w tymże powiecie. Dla gromady ustalono 17 członków gromadzkiej rady narodowej.
31 grudnia 1968 do gromady Parsęcko włączono obszar gruntów PGR Skotniki ze zniesionej gromady Spore, wsie Kucharowo i Mosina ze zniesionej gromady Jelenino oraz wsie Przeradz i Radomyśl ze zniesionej gromady Iwin w tymże powiecie.
Gromada przetrwała do końca 1972 roku, czyli do kolejnej reformy gminnej.